# Кери 2: Бес
Кери 2: Бес (енгл. The Rage: Carrie 2) амерички је натприродни хорор филм из 1999. године, редитеља Кета Шеја, са Емили Бергл, Џејсоном Лондоном, Диланом Бруном, Џеј Смит Камерон и Ејми Ирвинг у главним улогама.  Представља наставак филма Кери (1976) редитеља Брајана де Палме, који је рађен по истоименом роману Стивена Кинга. Радња прати полусестру Кери Вајт, која дели њене телекинетичке моћи.
Оригинални наслов филма био је Проклетство и почетак снимања је био планиран за 1996, али је одлагано више од две године. Радња је делимично заснована на инциденту из стварног живота, који се одиграо 1993. и у коме је група средњошколаца била умешана у сексуални скандал. Снимање је коначно почело 1998, под радним насловом Кери 2: Реци да ти је жао. Ејми Ирвинг, која тумачи Су Снел, је једина из оригиналне глумачке поставе која се вратила у наставку.
Филм је премијерно приказан 12. марта 1999, у дистрибуцији продукцијске куће Метро-Голдвин-Мејер. Био је комерцијални неуспех и добио је негативне оцене критичара. Емили Бергл била је номинована за Награду Сатурн за најбољу младу глумицу, док је филм добио саркастичну награду за најгори наставак године.

## Радња
Године 1986, девојчица Рејчел Ланг смештена је у хранитељску породицу, након што је њеној мајци Барбари Ланг дијагностикована шизофренија, пошто је за телекинезу своје ћерке сматрала да је демонска поседнутост. Тринаест година касније, Рејчел у школи злоставља група силеџија, које је пријавила полицији због сексуалног скандала који је проузроковао да њена најбоља другарица изврши самоубиство.
Уз помоћ школске саветнице Су Снел, једине која је преживела масакр на матури 1976, Рејчел открива свој прави идентитет. Испоставља се да је њен отац Ралф Вајт, отац Кери Вајт, што Рејчел чини њеном полусестром.

## Улоге
| Глумац             | Улога                       |
| ------------------ | --------------------------- |
| Емили Бергл        | Рејчел Ланг                 |
| Џејсон Лондон      | Џеси Рајан                  |
| Дилан Бруно        | Марк Бинг                   |
| Џеј Смит Камерон   | Барбара Ланг                |
| Ејми Ирвинг        | Су Снел                     |
| Закериј Тај Брајан | Ерик Старк                  |
| Џон Доу            | Бојд                        |
| Шарлота Ајана      | Трејси Кембел               |
| Рејчел Бленчард    | Моника Џоунс                |
| Мина Сувари        | Лиса Паркер                 |
| Елајџа Крејг       | Чак Потер                   |
| Еди Креј Томас     | Арнолд                      |
| Клинт Џордан       | шериф Келтон                |
| Кејт Скинер        | Емилин                      |
| Гордон Клап        | господин Старк              |
| Стивен Форд        | тренер Волш                 |
| Рода Грифис        | госпођа Потер               |
| Сиси Спејсек       | Кери Вајт (архивски снимци) |